# Zvandrypš
Zvandrypš (abchazsky Жәандрыԥшь – Žvandrypš, bzybským dialektem Зәандрыԥшь – Zvandrypš, gruzínsky ზვანდრიფში – Zvandripši) je vesnice v Abcházii, v okrese Gudauta. Leží přibližně 8 km severozápadně od okresního města Gudauty. Obec sousedí na západě s Otharou, od které ji odděluje řeka Mčišta, na severu s Džirchvou, na východě s Lychny, od které ji odděluje řeka Chypsta, a na jihu s obcí Chypstou. Zvandrypš protíná silnice spojující Rusko se Suchumi a je v ní i vlaková zastávka.
Oficiálním názvem obce je Vesnický okrsek Zvandrypš (rusky Звандрипшская сельская администрация, abchazsky Жәандрыԥшь ақыҭа ахадара). Za časů Sovětského svazu se okrsek jmenoval Zvandrypšský selsovět (Звандрипшский сельсовет).
Součástí obce Zvandrypš jsou tyto okolní vesničky: Akvaskjamca (Акәасқьамҵа), Alahašchva (Алаҳашхәа), Arašchva / Arašchu (Арашхәа / Арашхәы), Ašyrchva (Ашәырхәа) a Baala / Baalyrchva (Баала / Баалырхәа).

## Historie
Název obce je odvozen od místního starého šlechtického rodu Zvanba.

## Obyvatelstvo
Dle nejnovějšího sčítání lidu z roku 2011 je počet obyvatel této obce 907 a jejich složení následovné:
- 885 Abchazů (97,6 %)
- 22 ostatních národností (2,4 %)

Před válkou v Abcházii žilo v obci 145 obyvatel. V celém Zvandrypšském selsovětu žilo 1264 obyvatel.